# جيسيكا وايلد
جيسيكا وايلد (بالإنجليزية: Jessica Wild)‏ هو فنان ماكياج أمريكي، ولد في 10 يونيو 1980 في سان خوان في الولايات المتحدة.

## وصلات خارجية
- الموقع الرسمي
- جيسيكا وايلد على موقع IMDb (الإنجليزية)
- جيسيكا وايلد على موقع ميوزك برينز (الإنجليزية)
- جيسيكا وايلد على موقع قاعدة بيانات الفيلم (الإنجليزية)